# Гава Лубсангийн
Гава Лубсангийн (монг. Лувсангийн Гаваа; 26 июня 1920, с. Шар Тойром сомона Хатанбулаг Дорноговского (с 1931 года Дорноговь) аймака — 23 июля 1991) — монгольский театральный художник, сценограф. Заслуженный деятель искусств МНР (1957). Народный артист МНР (1975).
Дважды лауреат Государственной премии Монголии (1946, 1956).

## Биография
Рано осиротел, воспитывался братом. При поддержке родственников переехал в Улан-Батор. Рисовать учился у художника и скульптора К. Померанцева, приехавшего ваять статую Д. Сухэ-Батора. И. Померанцев нанял 13-летнего Гаву в качестве ученика.
Творческую деятельность начал в театре в 1935 году. С 1941 года одновременно работал в кино. Участвовал в оформлении фильмов: «Его зовут Сухэ-Батор» (1942), «Степные витязи» (1945), «Золотая юрта» (1961). Художник постановщик фильма «Что нам мешает» (1956), «Трое всадников» (в советском прокате «Дайте мне коня») (1959), «Вкус ветра» (1960).
В 1952 г. окончил Институт живописи, скульптуры и архитектуры им. Репина в Ленинграде.
С 1935 по 1991 год работал художником и главным художником театров Монголии.
Оформил спектакли Государственного музыкально-драматического театра в Улан-Баторе: «Моя радость» и «Семьдесят небылиц» Ойдуба, «Хот айль» и «Братья» Оюун, «Жил такой хан» Педенжава и Баста, «Отелло»; «Волынщик из Стракониц» Тыла, балет «Бахчисарайский фонтан» и др.
Гава Лубсангийн — один из крупнейших художников МНР, творчество его отмечено изобретательностью, умением найти яркие, выразительные детали для раскрытия содержания пьесы.

## Награды
- Орден Полярной звезды
- Заслуженный деятель искусств МНР (1957).
- Народный артист МНР (1975).
- Государственная премия Монголии имени маршала Чойбалсана (1946, 1956).